# Aderklaa
Aderklaa è un comune austriaco di 210 abitanti nel distretto di Gänserndorf, in Bassa Austria.